# Беккер, Ингрид
Ингрид Миклер-Беккер (нем. Ingrid Mickler-Becker; род. 26 сентября 1942, Гезеке, Вестфалия) — немецкая легкоатлетка, двукратная олимпийская чемпионка, двукратная чемпионка Европы 1971 года.

## Биография

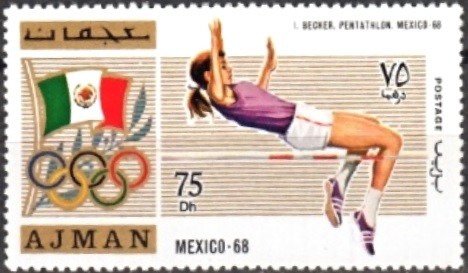
Почтовая марка ОАЭ с Беккер, 1971 год

Ингрид Беккер родилась в 1942 году в Гезеке. Её отец погиб на Второй мировой войне. Ингрид выступала в лёгкой атлетике за клубы LG Geseke и USC Mainz. В 1959 году она победила на юношеском чемпионате Германии в беге на 100 м.
Беккер участвовала в летних Олимпийских играх 1960 года в Риме, но не заняла призовых мест. Она была самым юным членом сборной ФРГ. На летних Олимпийских играх 1964 года она заняла четвёртое место в прыжке в длину и восьмое в пятиборье.
На летних Олимпийских играх 1968 года в Мехико Беккер победила в пятиборье. На Чемпионате Европы по лёгкой атлетике 1971 года в Хельсинки она победила в прыжке в длину и в эстафете 4×100 метров в составе сборной ФРГ. Она также заняла второе место в беге на 100 м, уступив представительнице ГДР Ренате Штехер.
На летних Олимпийских играх 1972 года в Мюнхене Беккер победила в эстафете 4×100 метров в составе сборной ФРГ. При этом немки установили новый мировой рекорд 42,81 с.
В 1968 и 1971 годах Беккер была удостоена титула Спортсменки года Германии. В 1968 году она была награждена Серебряным лавровым листом. В 2006 году Миклер-Беккер была включена в Зал славы немецкого спорта.
С 1977 года Беккер была членом Национального олимпийского комитета Германии. Она окончила педагогическое образование, работала учителем в Майнце. Беккер вышла замуж за Фриделя Миклера, в браке родился сын Филипп. Семья некоторое время жила в США, где Ингрид училась в Мичиганском университете. С 1990 года Миклер-Беккер была статс-секретарем в Министерстве социальных дел земли Рейнланд-Пфальц от ХДС в течение полутора лет.